# Doorluchtigheid
Zijne/Hare Doorluchtigheid is een adellijk predicaat dat wordt verleend naast een adellijke titel.

## Geschiedenis
De verlening van adellijke titels en predicaten is voorbehouden aan regerende vorsten. Bij titelverlening wordt in een aantal gevallen ook een predicaat verleend. Een daarvan is "Doorluchtigheid" hetgeen voorafgaat aan de voornamen, bijvoorbeeld "Zijne Doorluchtigheid Ernst Leonard graaf van Harrach und Rohrau" (1920).
Vaak hebben de hoogadellijke families eigen huiswetten. Daarin kan bepaald worden dat wanneer niet conform die wetten wordt getrouwd, dan wel in dat geval zonder toestemming van het hoofd van het huis, deze predicaten (indien ze op allen zijn verleend) niet worden doorgegeven.
Er bestaan twee regerende vorstenhuizen die 'slechts' het predicaat "Doorluchtigheid" voeren: dat van Liechtenstein en dat van Monaco.

### Duitstalige gebieden
In de Duitstalige gebieden, voornamelijk dus door de Oostenrijkse en Duitse keizers, werd het predicaat in twee vormen verleend: "Durchlaucht" aan vorstelijke, prinselijke en hertogelijke geslachten, "Erlaucht" aan grafelijke geslachten van hoge adel. Het eerste predicaat wordt ook wel in het Nederlands vertaald met "Doorluchtige Hoogheid". Daarnaast kon het predicaat verleend worden met overgang op alle afstammelingen dan wel alleen op de eerstgeborene.
Het hoofd van het huis Lippe, draagt het predicaat "Hochfürstliche Durchlaucht" ("Hoogvorstelijke Doorluchtigheid").

### Nederland
In het koninklijk besluit van 13 februari 1815 (dat tot 1994 van kracht zou blijven en ook van toepassing was op de Zuidelijke Nederlanden van het Verenigd Koninkrijk) wordt gemeld in artikel 2: "Dat in alle publieke en particuliere documenten, ten aanzien der personen tot den Adelstand behoorende en voor zoo verre door ons aan dezelve geenen anderen of meerderen titel mogt zijn toegekend of verleend, zal worden gebezigd de titulature van Jonkheer en Hoog Welgeboren. Ook in de eerste adelslijst van 1825 wordt onderscheid gemaakt tussen adellijke titel en het predicaat van jonkheer enerzijds, en het adellijk predicaat anderzijds: jonkheren zijn hoog welgeboren, ridders en baronnen en alle anderen zijn hoog geboren. Voor die laatste groep wordt uitdrukkelijk toegevoegd: "die geen bijzonder praedikaat bij hun diploma ontvangen hebben." Vervolgens wordt opgemerkt: "De prinsen van het koninklijk huis, benevens de prinsen en hertogen van het Heilige Roomsche Rijk zijn onder deze praedikaten niet begrepen, maar blijven voeren de praedikaten die aan hunne titels ten allen tijde zijn gehecht geweest."
De predicaten worden in de adelslijsten niet gegeven en kunnen dus alleen aan de adelsdiploma's worden ontleend. In Nederland zijn, behoudens in de begintijd aan leden van geslachten die niet meer tot de Nederlandse adel worden gerekend, geen additionele predicaten verleend, met uitzondering van dat van "Koninklijke Hoogheid" aan de in 1996 ingelijfde leden van de familie De Bourbon de Parme.
Volgens de Hoge Raad van Adel bestaat het predicaat "Doorluchtigheid" officieel niet.

### België
België kent enkele hertogelijke en prinselijke families waaraan ook additionele predicaten zijn verleend. Het laatst vond die verlening plaats voor leden van de familie Habsburg-Lotharingen (1978, 1983) en voor de hertog van Arenberg (1994); in beide gevallen betrof het toekenning van het predicaat "Doorluchtige Hoogheid".

## Geslachten met het predicaat

### Predicaat "Hochfürstliche Durchlaucht" verleend bij eerstgeboorte
- Lippe

### Predicaat "Durchlaucht" verleend op allen
- d'Arenberg
- Von Auersperg
- Von Bentheim
- Von/de Croÿ
- Von Erbach-Schönberg
- Von Hohenlohe
- Von Hohenzollern
- Von Isenburg/Ysenburg
- Zur Lippe
- Zu Leiningen
- Von Löwenstein-Wertheim
- Von Monaco

### Predicaat "Durchlaucht" verleend bij eerstgeboorte
- Khevenhüller-Metsch
- Von Orsini und Rosenberg
- Von Quadt
- Von Weikersheim
- Wellesley, Prins van Waterloo

### Predicaat "Erlaucht" verleend op allen
- Von Erbach-Fürstenau / Von Erbach-Erbach
- Zu Pappenheim
- Von Quadt

### Predicaat "Erlaucht" verleend bij eerstgeboorte
- Von Colloredo-Mansfeld
- Von Harrach
- Von Neipperg
- Von Schaesberg